# Collomia grandiflora
Collomia grandiflora är en blågullsväxtart som beskrevs av Lindley. Enligt Catalogue of Life ingår Collomia grandiflora i släktet limfrön, och familjen blågullsväxter, men enligt Dyntaxa är tillhörigheten istället släktet limfrön, och familjen blågullsväxter. Arten förekommer tillfälligt i Sverige, men reproducerar sig inte. Inga underarter finns listade i Catalogue of Life.

## Bildgalleri

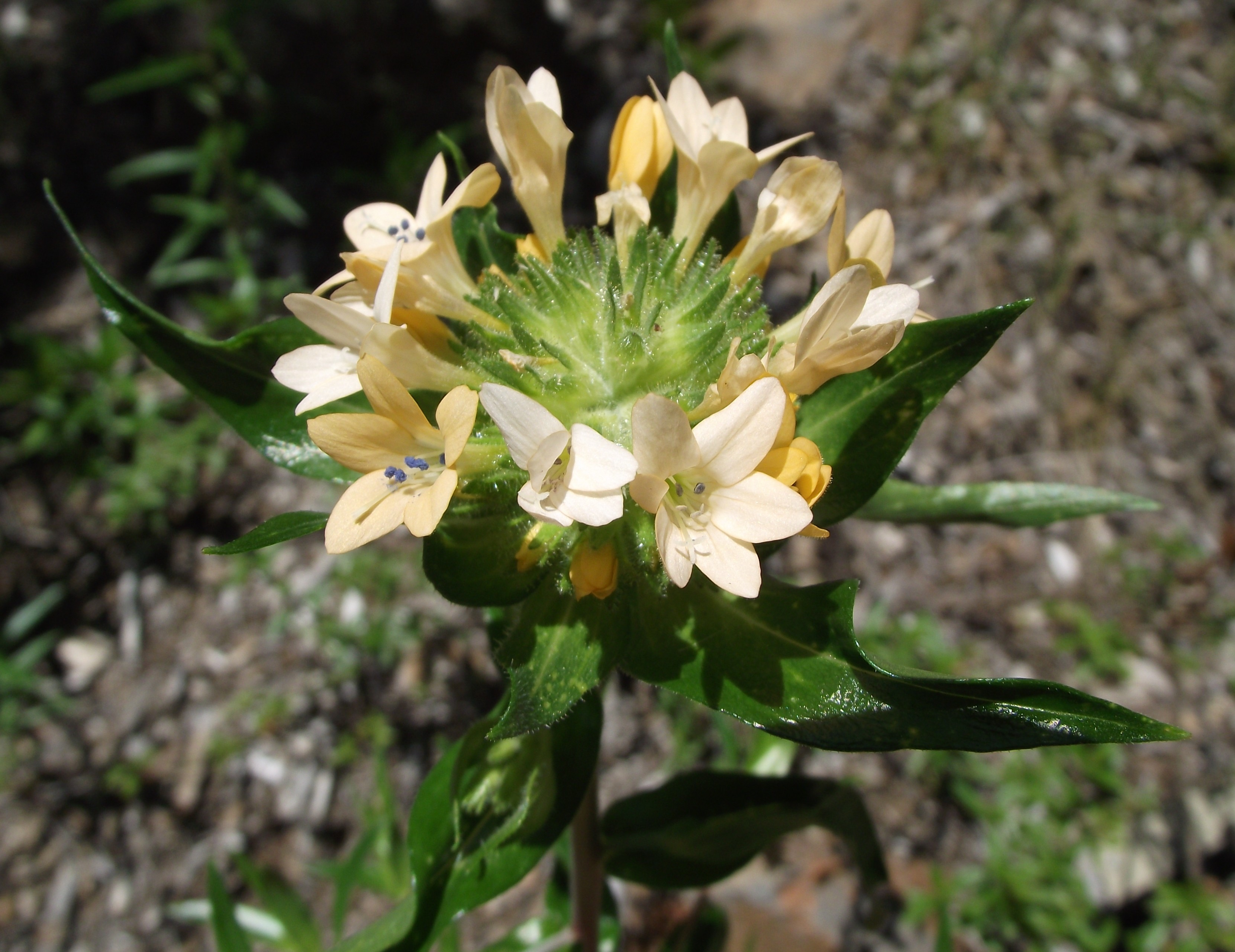